# Mette Landtved-Holm
Mette Landtved-Holm (født 11. juli 1964 i Bogense) er borgmester i Nordfyns Kommune valgt for Venstre. Tidligere var hun formand for Erhvervs-, Kultur- og Fritidsudvalget. Uden for kommunalpolitik har hun været viceskoleleder på Sletten Skole, og før det skoleleder på Horsebækskolen, begge i Otterup. Hun er uddannet folkeskolelærer og skolebibliotekar, samt PD i ledelse.
Mette Landtved-Holm blev borgmester i Nordfyns Kommune den 11. maj 2023 da Morten Andersen trak sig fra borgmesterposten. Hun er den første kvindelige borgmester i kommunen. Bag konstitueringen er Venstre, Det Konservative Folkeparti, Dansk Folkeparti, Socialdemokratiet, Socialistisk Folkeparti, Danmarksdemokraterne og en løsgænger. 
Da hun i 1990 blev valgt ind i den daværende Otterup Kommune første gang, var hendes far Axel Landtved Rasmussen borgmester. Efter otte års politisk arbejde trak hun sig i 1998, men i 2017 vendte hun tilbage, og fik 539 personlige stemmer. Ved det seneste valg i 2021 fik hun næsten samme antal på trods af et atypisk valg, hvor hun måtte afbryde valgkampen midtvejs og isolere sig med covid-19.